# 八上比売
八上比売（やがみひめ / やかみひめ、八上姫）は、日本神話に登場する因幡国八上郡の女神。大国主神の最初の妃。

## 概要
『古事記』において八上比売、『先代旧事本紀』では稲羽八上姫と表記されている。
大穴牟遅神の大勢の兄弟神（八十神）は大穴牟遅神を荷物持ちとして、八上比売への求婚のために因幡国へと向かった。その途中、負傷した挙げ句八十神たちに騙されて、傷が痛んだ兎に大穴牟遅神は出会いこれを救う（因幡の白兎）。救われた白兎は「あなたの求婚は成功するでしょう」という予言を残し、この予言は的中する。
八上比売は八十神たちの求婚をはね除け、大穴牟遅神との結婚を宣言するが、妬んだ八十神たちの謀略によって大穴牟遅神は二度殺されてしまう。母の刺国若比売などに救われた大穴牟遅神は根之堅洲国に逃れ、そこで受けた須佐之男命の試練を乗り越え、須勢理毘売命を娶り、大国主神となって八十神たちを平定する。その後大国主神は八上比売を宮殿に迎え入れるが、正妻となった須勢理毘売命の嫉妬を恐れ、生まれたばかりの子を木の俣に挟んで因幡の国へ帰ってしまう。
売沼神社に近い嶽古墳が八上比売の神陵とされる他、各地に八上比売の関連伝承が存在する。
「八上」は現在の「八頭郡」、「命」が着かないことは巫女性を表すと解し、名義は「因幡国八上郡の豪族の娘である巫女」と考えられる。

## 系譜

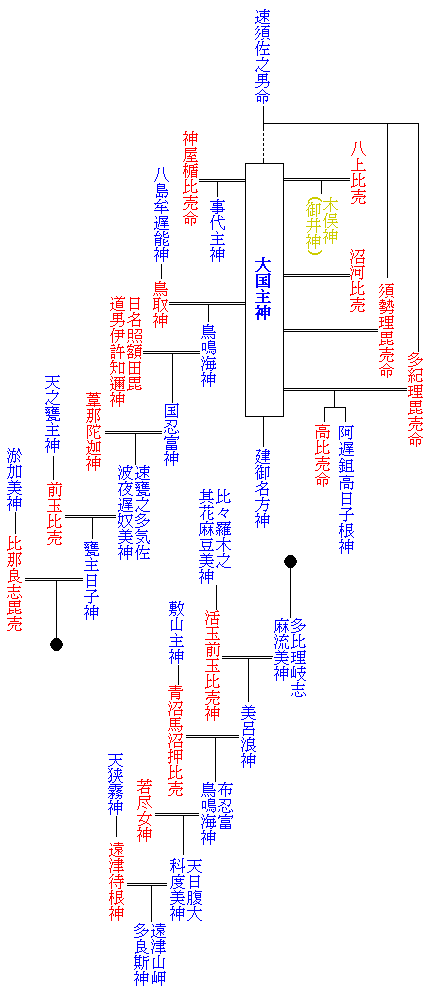
大国主の系図（『古事記』による）。青は男神、赤は女神、黄は性別不詳

大国主神との間に木俣神を生んでいる。

## 祀る神社
- 売沼神社（鳥取県鳥取市河原町）
- 都波只知上神社（鳥取県鳥取市河原町）
- 島御子神社（長崎県対馬市豊玉町）
- 八上姫神社（島根県出雲市斐川町）